# Ogawa (Saitama)
Ogawa (小川町?) è una cittadina giapponese della prefettura di Saitama.